# Улица Дмитрия Самоквасова
Улица Дмитрия Самоквасова (укр. Вулиця Дмитра Самоквасова) — улица в Новозаводском районе города Чернигова, исторически сложившаяся местность (район) Шерстянка. Пролегает от тупика возле ПМК-8 «Укрремлегбуд» до улицы Народного движения (Циолковского).
Примыкают улица Текстильщиков и переулок Дмитрия Самоквасова.

## История
4-й Текстильный переулок и 2-й Текстильный переулок проложены в 1950-е годы на территории посёлка фабрики первичной обработки шерсти. Были застроены характерными для первых послевоенных лет домами, 5-этажными и 9-этажными домами. В 1980 году 4-й Текстильный переулок и часть 2-го Текстильного переулка были объединены в единую улицу Стахановцев — в честь массового движения последователей А. Г. Стаханова — Стахановского движения.
12 февраля 2016 года улица получила современное название — в честь русского археолога, уроженца Черниговщины Дмитрия Яковлевича Самоквасова, согласно Распоряжению городского главы В. А. Атрошенко Черниговского городского совета № 46-р «Про переименование улиц и переулков города» («Про перейменування вулиць та провулків міста»)

## Застройка
Улица пролегает в северо-восточном направлении, затем, сделав поворот — в северо-западном. Парная и непарная стороны улицы заняты многоэтажной жилой застройкой (5-этажные и 9-этажные дома), начало улицы — нежилая застройка (территория Передвижной механизированной колонны).
Учреждения:
1. дом № 2 — территория ПМК-8 треста «Укрремлегбуд»
2. дом № 8 — Дворец культуры художественного творчества детей, юношества и молодежи. Филиал №8 центральной городской библиотеки им. М. М. Коцюбинского
3. дом № 12 — территориальный центр по обслуживанию инвалидов и одиноких граждан преклонного возраста Новозаводского райсовета города Чернигова
4. дом № 14 — детсад № 10